# Waiparacythereis
Waiparacythereis is een geslacht van uitgestorven kreeftachtigen uit de klasse van de Ostracoda (mosselkreeftjes).

## Soorten
- Waiparacythereis caudata Swanson, 1969 †
- Waiparacythereis decora Swanson, 1969 †
- Waiparacythereis joanae Swanson, 1969 †